# Седма влада Мила Ђукановића
Седма влада Мила Ђукановића је Влада Црне Горе основана 4. децембра 2012. после парламентарних избора 2012.
19. маја 2016. чланови из редова опозицје улазе у владу изборног поверења.

## Састав Владе
| Ресор                                                                          | Министар                 | Министар                 | Мандат                | Белешке                                          |
| ------------------------------------------------------------------------------ | ------------------------ | ------------------------ | --------------------- | ------------------------------------------------ |
| Предсједник Владе Црне Горе                                                    | Мило Ђукановић           | Мило Ђукановић           | ДПС                   |                                                  |
| Потпредсједник Владе и Министарство правде                                     | Душко Марковић           |                          | ДПС                   |                                                  |
| Потпредсједник Владе и Министарство иностраних послова и европских интеграција | Игор Лукшић              | Игор Лукшић              | ДПС                   |                                                  |
| Потпредсједник Владе и Министарство за информационо друштво и телекомуникације | Вујица Лазовић           |                          | СДП                   |                                                  |
| Потпредсједник Владе                                                           | Рафет Хусовић            |                          | БС                    |                                                  |
| Потпредсједник Владе                                                           | Миодраг Вујовић          |                          |                       | од 19. маја 2016                                 |
| Потпредсједник Владе                                                           | Петар Ивановић           |                          | ДПС                   | од 19. маја 2016, пре тога министар пољопривреде |
| Министарство пољопривреде и руралног развоја                                   | Петар Ивановић           |                          | ДПС                   |                                                  |
| Министарство пољопривреде и руралног развоја                                   | Миленко Поповић          |                          |                       | од 19. маја 2016                                 |
| Министарство културе                                                           | Бранислав Мићуновић      |                          | ДПС                   |                                                  |
| Министарство одбране                                                           | Милица Пејановић Ђуришић | Милица Пејановић-Ђуришић | ДПС                   |                                                  |
| Министарство економије                                                         | Владимир Каварић         |                          | ДПС                   |                                                  |
| Министарство просвјете                                                         | Славољуб Стијеповић      |                          | ДПС                   |                                                  |
| Министарство финансија                                                         | Радоје Жугић             |                          | ДПС                   |                                                  |
| Министарство финансија                                                         | Рашко Коњевић            |                          | СДП                   | од 19. маја 2016                                 |
| Министарство здравља                                                           | Миодраг Радуновић        |                          | ДПС                   |                                                  |
| Министарство за људска и мањинска права                                        | Суад Нумановић           |                          | ДПС                   |                                                  |
| Министарство унутрашњих послова                                                | Рашко Коњевић            |                          | СДП ЦГ                |                                                  |
| Министарство унутрашњих послова                                                | Горан Даниловић          | Милица Пејановић-Ђуришић | ДЕМОС                 | од 19. маја 2016                                 |
| Министарство рада и социјалног старања                                         | Предраг Бошковић         | Предраг Бошковић         | ДПС                   |                                                  |
| Министарство рада и социјалног старања                                         | Зорица Ковачевић         |                          |                       |                                                  |
| Министарство рада и социјалног старања                                         | Борис Марић              |                          |                       | од 19. маја 2016                                 |
| Министарство саобраћаја и поморства                                            | Иван Брајовић            | Предраг Бошковић         | СДП ЦГ, касније СД ЦГ |                                                  |
| Министарство науке                                                             | Сања Влаховић            |                          | ДПС                   |                                                  |
| Министарство одрживог развоја и туризма                                        | Бранимир Гвозденовић     |                          | ДПС                   |                                                  |
| Без портфеља                                                                   | Марија Вучиновић         |                          | ХГИ                   |                                                  |